# Brays Efe
Brays Efe, nom de scène de Brays Fernández Vidal, (né à Las Palmas de Gran Canaria le 30 septembre 1988) est un acteur espagnol connu pour son rôle dans la série Paquita Salas, produite par Netflix.